# Humacao
Humacao ist eine der 78 Gemeinden von Puerto Rico.
Die Gemeinde Humacao liegt an der südöstlichen Küste von Puerto Rico am Karibischen Meer. Sie hatte 2019 eine Einwohnerzahl von 50.653 Personen.

## Geschichte
Die Region des heutigen Humacao gehörte zur Taíno-Region Jumaca, die einen Teil der Südostküste Puerto Ricos umfasste. Die Taíno-Siedlung befand sich an den Ufern des heutigen Flusses Humacao. Es wird angenommen, dass der Taíno-Häuptling Jumacao der erste Taíno war, der spanisch lesen und schreiben lernte, da er einen Brief an den spanischen König Karl I. schrieb, in dem er sich darüber beschwerte, dass der Gouverneur der Insel sich nicht an ihr Friedensabkommen hielt. In dem Brief argumentierte Jumacao, dass ihr Volk praktisch Gefangene Spaniens seien. Es wird gesagt, dass König Karl von dem Brief so bewegt war, dass er dem Gouverneur befahl, die Bedingungen des Vertrages zu befolgen.
Während des frühen 16. Jahrhunderts wurde die Region von Viehzüchtern besiedelt. Da die meisten von ihnen jedoch offiziell in San Juan wohnten, wurde nie offiziell eine Siedlung gegründet. Zu Beginn des 18. Jahrhunderts, genauer gesagt um 1721–1722, wurde die erste offizielle Siedlung in der Gegend gegründet. Die meisten der damaligen Bewohner waren Einwanderer von den Kanarischen Inseln, aber aufgrund von Angriffen von Kariben, Piraten und anderen Siedlern zogen einige von ihnen weiter ins Innere der Insel in das heutige Las Piedras. Dennoch blieben einige Siedler und 1776 besuchte der Historiker Fray Íñigo Abbad y Lasierra die Gegend und schrieb über die dortige Bevölkerung. 1793 wurde die Kirche zur Pfarrei und die Siedlung wurde offiziell als Stadt anerkannt.
Im Jahr 1894 wurde Humacao als Stadt anerkannt. Aufgrund der wachsenden Bevölkerung wurden in der Stadt Gebäude und Strukturen wie ein Krankenhaus, ein Theater und ein Gefängnis errichtet. Im Jahr 1899, nach der Invasion der Insel durch die Vereinigten Staaten als Folge des Spanisch-Amerikanischen Krieges, wurde die Stadt Las Piedras nach Humacao eingemeindet. Dies dauerte bis 1914, als die gesetzgebende Versammlung von Puerto Rico darüber abstimmte, die beiden Städte wieder zu teilen.

## Gliederung
Die Gemeinde ist in 13 Barrios aufgeteilt:
1. Antón Ruíz
2. Buena Vista
3. Candelero Abajo
4. Candelero Arriba
5. Cataño
6. Collores
7. Humacao barrio-pueblo
8. Mabú
9. Mambiche
10. Mariana
11. Punta Santiago
12. Río Abajo
13. Tejas

## Wirtschaft
Aufgrund seiner Lage an der Küste, mehrerer Stände und der relativ geringen Entfernung zur Hauptstadt ist Humacao ein häufiger Halt für Touristen. Eines der wichtigsten touristischen Standbeine ist das Palmas del Mar Resort, das größte Resort der Insel. Dieser Megaresort besteht aus über 12 km² Land und nimmt den gesamten südöstlichen Teil des Gemeindegebietes ein. Es umfasst über 20 Tennisplätze, zwei Golfplätze, Strände, mehrere Restaurants und ein Reitzentrum.

## Söhne und Töchter der Stadt
- Rita Moreno (* 1931), Schauspielerin
- Luis Rafael Sánchez (* 1936), Schriftsteller, Dramatiker und Hochschullehrer
- José Rodríguez (* 1967), Boxer
- Adamari López (* 1971), Schauspielerin
- Jerry Rivera (* 1973), Sänger
- Orlando Cruz (* 1981), Boxer